# Ortonímia
Ortónimo (português europeu) ou ortônimo (português brasileiro) é o nome que corresponde ao autor efectivo da obra quando um escritor não assina os seus trabalhos sob pseudónimo (pseudônimo, no Brasil) ou heterónimo (heterônimo, no Brasil) - ou seja, o autor que teve existência real. Na coexistência, enquanto o ortónimo comparece como o criador, aos heterónimos cabe-lhes tão-só o papel de as criaturas, por mais verossímeis possam ser.
Por exemplo, o autor efetivo ou real Fernando Pessoa criou vários heterónimos, cada um com a sua própria individualidade definida, e sob cada um deles produziu vasta obra, cada qual com feição específica. Porém — no domínio de Fernando Pessoa — ao se falar de ortónimo, quer-se referir apenas a Fernando Pessoa, ele mesmo, com exclusão, portanto, do que for atribuído especificamente aos seus heterónimos. Fernando Pessoa (criador) é, pois, o ortónimo de Alberto Caeiro, Álvaro de Campos, Bernardo Soares e Ricardo Reis — todos criaturas suas.  
Vale, entretanto, considerar-se que esta nomenclatura nunca foi utilizada pelo próprio Fernando Pessoa, que julgava-se a si mesmo um heterónimo. Reunidos sob o título "Justificação da Heteronímia", assim como em famosa carta a Adolfo de Casais Monteiro, vários escritos de Pessoa descrevem a heteronímia como um processo de sua despersonalização. Assim, o termo "ortónimo", parece servir mais a uma classificação de seus estudiosos.